# The Thumper
The Thumper — дебютний студійний альбом американського джазового саксофоніста Джиммі Гіта, випущений у 1959 році лейблом Riverside.

## Опис
Джиммі Гіт записав свою дебютну сесію як соліст на лейблі Riverside у віці 33 років. Тут хард-боповий тенор-саксофоніст перебуває у чудовій формі, написавши для альбому п'ять оригінальних композицій (серед яких найвідоміша «For Minors Only»), грає у складі зіркового секстету (який включає корнетиста Нета Еддерлі, тромбоніста Кертіса Фуллера, піаніста Вінтона Келлі, басиста Пола Чемберса і ударника Альберта «Туті» Гіта), виконуючи два стандарти.

## Список композицій
1. «For Minors Only» (Джиммі Гіт) — 4:48
2. «Who Needs It?» (Вінтон Келлі) — 5:35
3. «Don't You Know I Care» (Мек Девід, Дюк Еллінгтон) — 4:57
4. «Two Tees» (Джиммі Гіт) — 4:14
5. «The Thumper» (Джиммі Гіт) — 4:01
6. «Newkeep» (Джиммі Гіт) — 5:39
7. «For All We Know» (Дж. Фред Кутс, Сем М. Льюїс) — 4:30
8. «I Can Make You Love Me» (Пітер ДеРоуз, Боб Расселл) — 3:27
9. «Nice People» (Джиммі Гіт) — 3:52

## Учасники запису
- Джиммі Гіт — тенор-саксофон
- Нет Еддерлі — корнет (1, 2, 4—7, 9)
- Кертіс Фуллер — тромбон (1, 2, 4—7, 9)
- Вінтон Келлі — фортепіано
- Пол Чемберс — контрабас
- Альберт Гіт — ударні

Технічний персонал
- Оррін Кіпньюз — продюсер, текст
- Джек Хіггінс — інженер